# Tatort: Bierkrieg
Bierkrieg ist ein Fernsehfilm aus der Kriminalreihe Tatort der ARD, des ORF und SRF. Der Film wurde vom MDR produziert und am 13. April 1997 erstmals ausgestrahlt. Es handelt sich um die Tatort-Folge 357. Für den Kriminalhauptkommissar Bruno Ehrlicher (Peter Sodann) und seinen Kollegen Kain (Bernd Michael Lade) ist es der 13. Fall.

## Handlung
Zu nachtschlafener Zeit werden zwei Fässer Dobitzer Bräu mit der Sackkarre zu einem Fahrzeug gebracht und in einen weißen Kombi verladen. Ein Mann mit Krawatte und weißem Hemd gibt dazu unverständliche Anweisungen. Der Mann mit der Sackkarre verlässt den Kühlraum. Unmittelbar danach macht der Mann im Hemd abwehrende Handbewegungen und wird erschossen. Der zweite Schuss geht in ein Fass mit Bier. Am nächsten (Sonntag-)Morgen muss der missgelaunte Kriminalhauptkommissar Ehrlicher natürlich erst einmal in die Bierpfütze tappen. Beim Toten handelt es sich um den Dresdener Kundenbetreuer der Brauerei, Udo Schaffert. Die Tatwaffe, eine russische Makarow, und ein Bierliefervertrag zwischen Dobitzer Bräu und dem neu eröffneten Ballhaus werden gefunden. Direkt am Tatort taucht ein frecher Fotograf auf. Kommissar Ehrlicher schmeißt ihn und seine Kamera raus. Das hat ein Ultimatum von 72 Stunden zur Aufklärung des Falls zur Folge.
Im Büro Schafferts finden Ehrlicher und Kain eine interne Notiz, in der er die Kompetenz des Vertriebsleiters Arno Lehmann anzweifelt. Das Mordopfer war anscheinend nicht nur ein erfolgreicher Geschäftsmann, sondern hatte Schlag bei Frauen und jede mit Vornamen, Maßen, Beziehungsdauer und Foto in seiner Datenbank gespeichert. Mit Nachbarin Rita Merz (noch am Tatabend), Sekretärin Sylvia Lehmann (immerhin die Frau von Arno Lehmann) und drei weiteren hatte Schaffert eine offene Beziehung.
Kain zieht von Beziehung zu Beziehung und Ehrlicher geht in die Gaststätte „Zum Stammtisch“, die Schaffert in seinem Terminkalender für Samstagabend stehen hatte. Er erfährt dort, dass die meisten Wirte einen Vertrag mit Schaffert abgeschlossen haben und Dobitzer Bräu ausschenken. Peter Kreiling, Vertreter der Konkurrenz-Brauerei Eichen Pils, konnte mit seinem Naturell gegen Schaffert wenig ausrichten, hatte aber mit Peter Funke, dem Pächter des Ballhauses, einen Liefervertrag unterzeichnen können, da er die besseren Konditionen bieten konnte. Ehrlicher kommt kurz ins Grübeln, da ja der Konkurrenzvertrag beim Toten gefunden wurde. Das Fax mit der Kündigung an Eichen Pils entwendet Funke aus dem verlassenen Porsche des Toten. Schaffert hatte Funke durch sein Verhältnis mit dessen Frau in der Hand.
Kain erfährt von der Immobilienmaklerin Christina Born im Beisein von Schafferts Nachbarin Rita Merz, dass Schaffert Kreilings zwangsversteigerte Villa erworben hatte. Für Ehrlicher ist dies völlig unverständlich, da Schaffert zwar aus Dresden stammt, aber keine Vergangenheit hat. Immerhin hatte er das Foto von Marta Kreiling in seiner Wohnung, das noch aus ihrer Zeit als Tänzerin vor 20 Jahren stammt. Sie hatten damals ein Verhältnis, bevor er aus der DDR flüchtete und den Namen seiner Frau im Westen annahm. Nach der Wende stand er plötzlich vor der Tür und verlangte von Marta Kreiling die Scheidung.
Tochter Miriam Kreiling, die schon beim ersten Besuch Ehrlichers auf die Frage nach der Tatpistole auffällig reagierte, schildert in Torschlusspanik die Szenen in der Mordnacht und nimmt sich unmittelbar danach in Vaters Auto das Leben.

## Rezeption

### Einschaltquoten
Die Erstausstrahlung des Tatort Bierkrieg am 13. April 1997 wurde in Deutschland insgesamt von 6,63 Millionen Zuschauern gesehen und erreichte damit einen Marktanteil von 19,03 %.

## Kritik
Die Kritiker der Fernsehzeitschrift TV Spielfilm vergaben für diesen Tatort die schlechteste Wertung (Daumen nach unten) und schrieben: „Spannend wie ein abgestandenes Pils, dazu mies geschrieben und mau gespielt – ein Tiefpunkt des inzwischen pensionierten ‚Tatort‘-Ermittlers.“ Als Gesamtfazit zogen sie: „Schale Täterhatz, null Pep und Spannung“.